# Oswald van Northumbria
Oswald (circa 604 - 5 augustus 642) was koning van Northumbria van 634 tot zijn dood, en werd vervolgens vereerd als een christelijke heilige. Hij was de zoon van Aethelfrith van Northumbria en kwam aan de macht na een periode van ballingschap. Hij vertoefde van zijn 11e tot zijn 28e jaar in Dalriada en studeerde op Ì Chaluim Chille waar hij tot het christendom was bekeerd. Hij was daarmee een geletterd man die Gaelisch sprak en zijn regering luidde voor de Angelsaksische koninkrijken van Deira en Bernicia een periode van Gaelische invloed in. Daarin herinneren nog een aantal plaatsnamen in wat nu het noorden van Engeland is zoals Glenwhelt (Gleann nan Uillt), Glendue (Gleann Dubh) of Lindisfarne. Na zijn dood werd hij heilig verklaard.
Nadat koning Edwin van Northumbria in 633 was omgekomen in de Slag bij Hatfield Chase, was het door hem verenigde Northumbria weer verdeeld in de Northumbriaanse koninkrijken Bernicia en Deira. Oswald versloeg de heerser Cadwallon ap Cadfan van Gwynedd wiens aanval Northumbria tot een toestand van chaos gebracht had en verenigde in 634 Bernicia en Deira opnieuw onder één heerser. Daarbij volgde hij Eanfrith op in Bernicia, en Osric in Deira. Dit waren beiden heidenen geweest. Oswald bevorderde de verspreiding van het christendom in Northumbria. Hij maakte het zendingswerk van St. Aidan mogelijk en stichtte het klooster van Lindisfarne. Dit klooster werd een belangrijk centrum voor de verspreiding van het christendom en voor scholastische activiteiten.
Na een regeerperiode van acht jaar waarin hij de machtigste heerser van Engeland was (Bretwalda), kwam Oswald om bij de Slag van Maserfield. Hij werd in Bernicia opgevolgd door zijn halfbroer Oswiu (642) die in 655 tevens heerser van Deira werd.
De historicus Beda, die bijna 100 jaar na Oswalds dood over hem schreef, beschouwde Oswald als een heilige koning. Deze Beda is ook de belangrijkste bron voor wat wij over hem weten.

## Heilige
Omdat hij in de strijd tegen het laatste heidense rijk van de Angelsaksen stierf, wordt Oswald als martelaar beschouwd. Later werd hij heilig verklaard.
In Nederland is Zeddam de enige Nederlandse parochie met Sint Oswald als beschermheilige, maar in het Alpengebied wordt hij vaker vereerd. Schotse monniken zouden de Oswaldverering naar de Alpen hebben overgebracht. Oswald is de schutspatroon van het Zwitserse kanton Zug en de stad Zug, en verder van de Engelse koningen, de kruisvaarders, de kleermakers en het vee. Hij wordt aangeroepen voor bescherming tegen de pest. Zijn sterfdag (5 augustus) is zijn feestdag.
- Gemeinsame Normdatei: 11859060X
- International Standard Name Identifier: 0000 0000 8050 6060
- Library of Congress Control Number: n82113982
- Nationale Bibliotheek van Tsjechië: jo2018988571
- Nationale Bibliotheek van Israël: 987007266109105171
- Système universitaire de documentation: 034252479
- Virtual International Authority File: 264440879
- WorldCat: E39PBJjCJFgYxp4YjmyqKJ6Yfq